# Abdelaziz Mouride
Abdelaziz Mouride (Casablanca, 1949-Casablanca, 8 de abril de 2013) es un activista marroquí de extrema izquierda, historietista, pintor, periodista y profesor.

## Biografía

### Oposición al régimen, cautiverio, tortura
Desde muy joven expresó sus opiniones políticas de extrema izquierda y su oposición al régimen marroquí de Hassán II, de la que se publicaron varios números.
A continuación, dedicó una nueva historieta, Le Coiffeur, al Marruecos de los años 1960, a través del prisma de un peluquero. El protagonista es un joven peluquero que escribe sus encuentros y acontecimientos en su diario. Bajo la apariencia de un tono desenfadado, el tono crítico es virulento hacia el régimen y las condiciones de vida de la época. Mouride se encargó del guion y los dibujos, Miloud Nouiga coloreó, maquetó y se ocupó de la edición.  El álbum fue publicado en 2004 por Nouiga.
El Instituto Francés de Casablanca expuso algunos de sus cuadros en 2008. La exposición, dedicada a su obra, se titulaba Murs et Murmures.
Mouride trabajó durante mucho tiempo en la adaptación de la novela autobiográfica de Mohamed Choukri Le Pain nu en una historieta, y la terminó antes de su muerte. Pero ningún editor quiso aceptarla.
Abdelaziz Mouride falleció en Casablanca el 8 de abril de 2013, tras una grave enfermedad.
Para Said Bouftass, «Abdelaziz Mouride fue realmente el padre del cómic marroquí (...) Desde el punto de vista gráfico y en cuanto a los escenarios de estas historias, superó con creces a las demás historietas que habían aparecido antes».

## Álbumes
- Fi 'akhsha'i baladi – Dans les entrailles de mon pays, guion y dibujos de Abdelaziz Mouride, adaptado al francés por Abdellatif Laâbi, en blanco y negro, 1982.
- On affame bien les rats,guion y dibujos de Abdelaziz Mouride, adaptado al francés por, Tarik éditions, 2000, 61 planchas ISBN 998-11-9740-8
- Le Coiffeur, guion y dibujos de Abdelaziz Mouride, colores de Miloudi Nouiga, publicado por Nouiga, 2004, 45 láminas ISBN 995-404-254-7.